# Kanada (Gelehrter)
Kanada (Sanskrit कणाद, Kaṇāda) ist der Überlieferung nach der Gründer der Vaisheshika-Schule, einem Hauptsystem der Indischen Philosophie, und Verfasser der Vaisheshika-Sutren. Er lebte zwischen dem 6. und 2. Jahrhundert vor Christi, über ihn ist aber kaum etwas bekannt.
Sein Name bedeutet „Kornesser“. Andere Namensvarianten sind Kanad, Kashyapa, Kananda und Kanabhuk.
In seinen Schriften heißt es:
- Es gibt neun Bestandteile der Realitäten: vier Klassen von Atomen (Erde, Wasser, Licht und Luft), Raum (akasha), Zeit (kāla), Richtung (disha), Unendlichkeit der Seelen (Atman), Geist (manas).

- Jedes Objekt der Schöpfung besteht aus Atomen (paramāṇu), die sich wiederum miteinander verbinden und Moleküle (aṇu) bilden. Die Atome sind ewig, und ihre Kombinationen bilden die empirische materielle Welt.

- Individuelle Seelen sind ewig und durchdringen materielle Körper für eine gewisse Zeit.

- Es gibt sechs Kategorien (padārtha) der Erfahrung - Substanz, Qualität, Aktivität, Allgemeinheit, Besonderheit und Inhärenz.

Er vertrat eine Atomlehre kleinster Einheiten der Materie (paramanu), die unvergänglich sind und sich zu komplexeren Formen zusammenfinden. Die Atome werden nach verschiedenen Elementen unterschieden und sind ständig in Bewegung.
Die Vaisheshika-Sutren erwähnen andere philosophische Systeme wie Samkhya, Purva Mimamsa, aber nicht den Buddhismus. Sie selbst werden in anderen hinduistischen und buddhistischen Texten des 1. und 2. Jahrhunderts nach Christi erwähnt. Kompiliert wurden sie wahrscheinlich in der Zeit von 200 v. Chr. bis zur Zeit von Christi Geburt.